# Caecidotea sequoiae
Caecidotea sequoiae is een pissebed uit de familie Asellidae. De wetenschappelijke naam van de soort is voor het eerst geldig gepubliceerd in 1975 door Bowman.